# Róża Czacka
Róża Maria Czacka herbu Świnka; imię zakonne Elżbieta od Ukrzyżowania Pana Jezusa (ur. 10 października?/22 października 1876 w Białej Cerkwi, zm. 15 maja 1961 w Laskach) – polska zakonnica, pionierka polskiej tyflologii, filantropka zwana niewidomą matką niewidomych , założycielka i prezeska Towarzystwa Opieki nad Ociemniałymi, pierwsza przełożona generalna i założycielka Zgromadzenia Sióstr Franciszkanek Służebnic Krzyża oraz błogosławiona Kościoła katolickiego.

## Życiorys

### Lata dzieciństwa i młodości

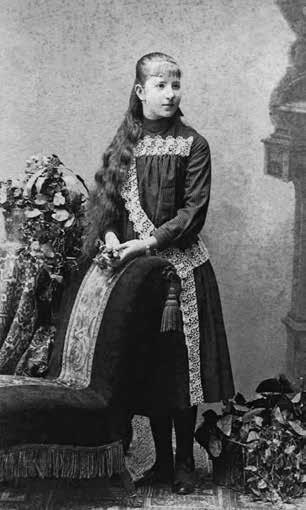
Zdjęcie Róży Czackiej (ok. 1890)

Pochodziła z Kresów Wschodnich, gdzie się urodziła 22 października 1876 w pałacu Branickich w Białej Cerkwi, w wielodzietnej, zamożnej, ziemiańskiej rodzinie Feliksa h. Świnka i Zofii z domu Ledóchowskiej. Wśród swojej rodziny miała znamienitych przodków, m.in. jej pradziad Tadeusz Czacki był twórcą Liceum Krzemienieckiego, a jego ojciec (prapradziad) Feliks Czacki był podczaszym wielkim koronnym. Była też bratanicą kardynała Włodzimierza Czackiego. 19 listopada 1876 została ochrzczona w kościele św. Jana Chrzciciela w Białej Cerkwi z rąk proboszcza Seweryna Mogilnickiego, a rodzicami chrzestnymi byli Antoni Potocki i Maria Branicka . W 1882 rodzina przeniosła się do Warszawy, gdzie zamieszkała w pałacu Krasińskich przy ul. Krakowskie Przedmieście 5, a później w zakupionym pałacu Janaszów przy ul. Zielnej 49 . 
Mając jedenaście lat przystąpiła do pierwszej komunii świętej w kościele Świętego Krzyża w Warszawie . W dzieciństwie jako zdolna i utalentowana została otoczona wszechstronną pomocą, szczególnie ojca. Pobierała lekcje tańca i muzyki, miała doskonały słuch muzyczny, dobrze śpiewała i grała na fortepianie czy też jeździła konno, znała również zasady gospodarowania, ogrodnictwa i hodowli. Ponadto była poliglotką, znając języki: francuski, angielski, niemiecki i ukraiński, a także łacinę . Do czternastego roku życia jej nauczycielką była matka, a następnie zespół odpowiednio dobranych guwernantek. Bardzo ważną osobą w jej wychowaniu patriotycznym i religijnym była babcia księżna Pelagia Sapieha Czacka, która m.in. zaznajomiła ją z książką „O naśladowaniu Chrystusa” Tomasza à Kempis, a która obdarzona była zmysłem pedagogicznym oraz głęboką religijnością i to ona dała jej formację duchową, zachęciła do modlitwy i do kultu Eucharystii, a którą po latach tak wspominała :

Kochałam bardzo moją babkę, której najwięcej zawdzięczam. Była mądra i dobra. Zawsze wesoła i myśląca o drugich, chociaż, jak się później dowiedziałam, dużo bardzo cierpiała, umiała dzieciom w najrozmaitszy sposób życie osłodzić. Toteż do mojej babki uciekałam z domu. Mieszkała niedaleko od nas i zawsze wypraszałam się do niej, gdzie najmilsze spędziłam chwile. Całe życie mojej babki było przykładem dla mnie. W salonie mojej babki i jej siostry był ołtarz zamykany, przy którym codziennie odprawiała się msza święta. Moja babka i wiele ciotek, przede wszystkim siostra mojej babki przystępowała codziennie do komunii świętej. Od mojej babki uczyłam się pierwszych zasad wiary.

Z uwagi na dziedziczność przodków, którzy mieli kłopoty ze wzrokiem, również i ona miała podobne problemy. Przełomowym momentem zdrowotnym był w 1894 upadek z konia, na skutek którego doszło do odklejenia siatkówek. Pomimo szeroko zakrojonej okulistycznej akcji pomocowej, operacji, zabiegów i konsultacji, jej wzrok systematycznie się pogarszał, a w 1898 został ostatecznie utracony. Istotnym momentem w jej życiu była wizyta u jednego okulisty dr. Bolesława Ryszarda Gepnera, który jej powiedział:

Niechaj pani nie pozwoli wozić się od jednej sławy zagranicznej do drugiej. Tu nie ma nic do zrobienia, stan wzroku jest beznadziejny. Niech pani zajmie się  niewidomymi, którymi w Polsce nikt się nie zajmuje.

Przez kolejne dziesięć lat starała się dostosować do działania w nowych warunkach i okolicznościach swojej niepełnosprawności. Opanowała alfabet Braille'a, poznała osiągnięcia nauki o niewidomych (tyflologii), odbyła kilka podróży zagranicznych (m.in. do Francji, Austrii czy Szwajcarii).

### Towarzystwo Opieki nad Ociemniałymi
Przemyślenia po wizycie u dr. Gepnera były inspiracją do zajęcia się i poświęcenia swojego życia osobom niewidomym. Po doświadczeniu zdobytym podczas dziesięciu lat swojej niepełnosprawności, 19 listopada 1908 odbyło się w Warszawie zebranie założycielskie Towarzystwa Opieki nad Ociemniałymi, które zgodnie z jej z zamysłem miało być wzorowane na francuskim Stowarzyszeniu im. Valentina Haüy, stworzonym przez wybitnego tyflologa Maurice’a de la Sizeranne. W 1910 założyła początkowo schronisko dla niewidomych w Warszawie przy ul. Dzielnej 37, utrzymywane wyłącznie z jej funduszy, gdzie przebywały niewidome kobiety, uczące się alfabetu Braille'a oraz koszykarstwa. Rok później – 19 listopada 1911 schronisko to przekształcono w Towarzystwo Opieki nad Ociemniałymi, które zostało zatwierdzone przez rząd rosyjski. Dzięki tej instytucji oraz jej zaangażowaniu powstały w Warszawie, w okresie (1911–1914): ochronka, szkoła powszechna, warsztaty, biblioteka brajlowska oraz tzw. patronat, obejmujący na terenie miasta dorosłych niewidomych i ich rodziny. Znaczne poszerzenie obszaru działalności i coraz większa liczba uczestników były powodem przeniesienia siedziby do większej, zlokalizowanej przy ul. Złotej 76.

### Zgromadzenie Sióstr Franciszkanek Służebnic Krzyża
Lata I wojny światowej spędziła w Żytomierzu (1915–1918), gdzie zrodziła się myśl o podjęciu życia zakonnego oraz o powołaniu nowego zgromadzenia zakonnego, które służyłoby osobom niewidomym. Jej kierownikiem duchowym został w 1915 – ks. Władysław Krawiecki. 15 sierpnia 1917 przyjęła habit franciszkański i złożyła śluby wieczyste w III Zakonie św. Franciszka, a 19 listopada tegoż roku po mszy świętej w pałacu biskupim z błogosławieństwem bp. Ignacego Dubowskiego, przywdziała w swoim mieszkaniu habit z rąk ks. Krawieckiego i przyjęła imię zakonne: s. Elżbieta od Ukrzyżowania Pana Jezusa . 28 maja 1918 wróciła do Warszawy, gdzie od lipca tegoż roku mieszkała w zakładzie Towarzystwa Opieki nad Ociemniałymi przy ul. Polnej 40.
Po uzyskaniu koniecznych pozwoleń przyjmowała kandydatki do nowego zgromadzenia, które zostało założone 1 grudnia 1918, a które po zatwierdzeniu przyjęło później nazwę Zgromadzenie Sióstr Franciszkanek Służebnic Krzyża, a jego charyzmatem stała się służba ludziom niewidomym i wynagradzanie za duchową ślepotę świata. Wśród najważniejszych jej doradców był nuncjusz apostolski Achille Ratti, późniejszy papież Pius XI, który przybył do Warszawy 25 maja 1918. 2 października 1922 kard. Aleksander Kakowski zatwierdził pierwszą Konstytucję Zgromadzenia, a 15 lutego 1923 w Warszawie przy ul. Polnej 40 odbyła się pierwsza kapituła generalna, podczas której bp Stanisław Gall na podstawie specjalnego upoważnienia, mianował Zarząd Zgromadzenia: s. Elżbietę (Różę Czacką) – przełożoną generalną oraz dwie radne, sekretarkę i ekonomkę .

### Dzieło Lasek

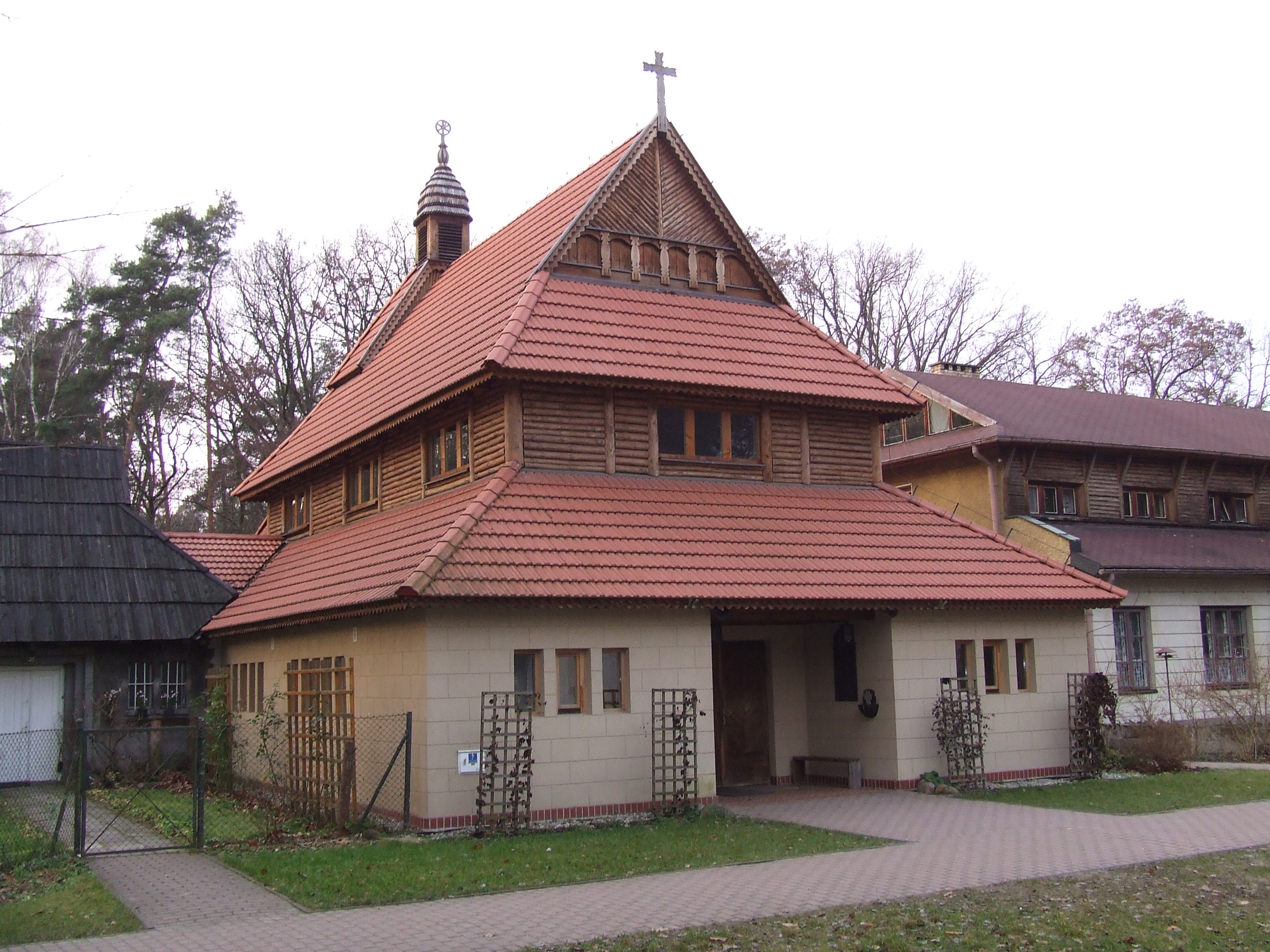
Miejsce spoczynku – Kaplica Matki Bożej Anielskiej w Laskach

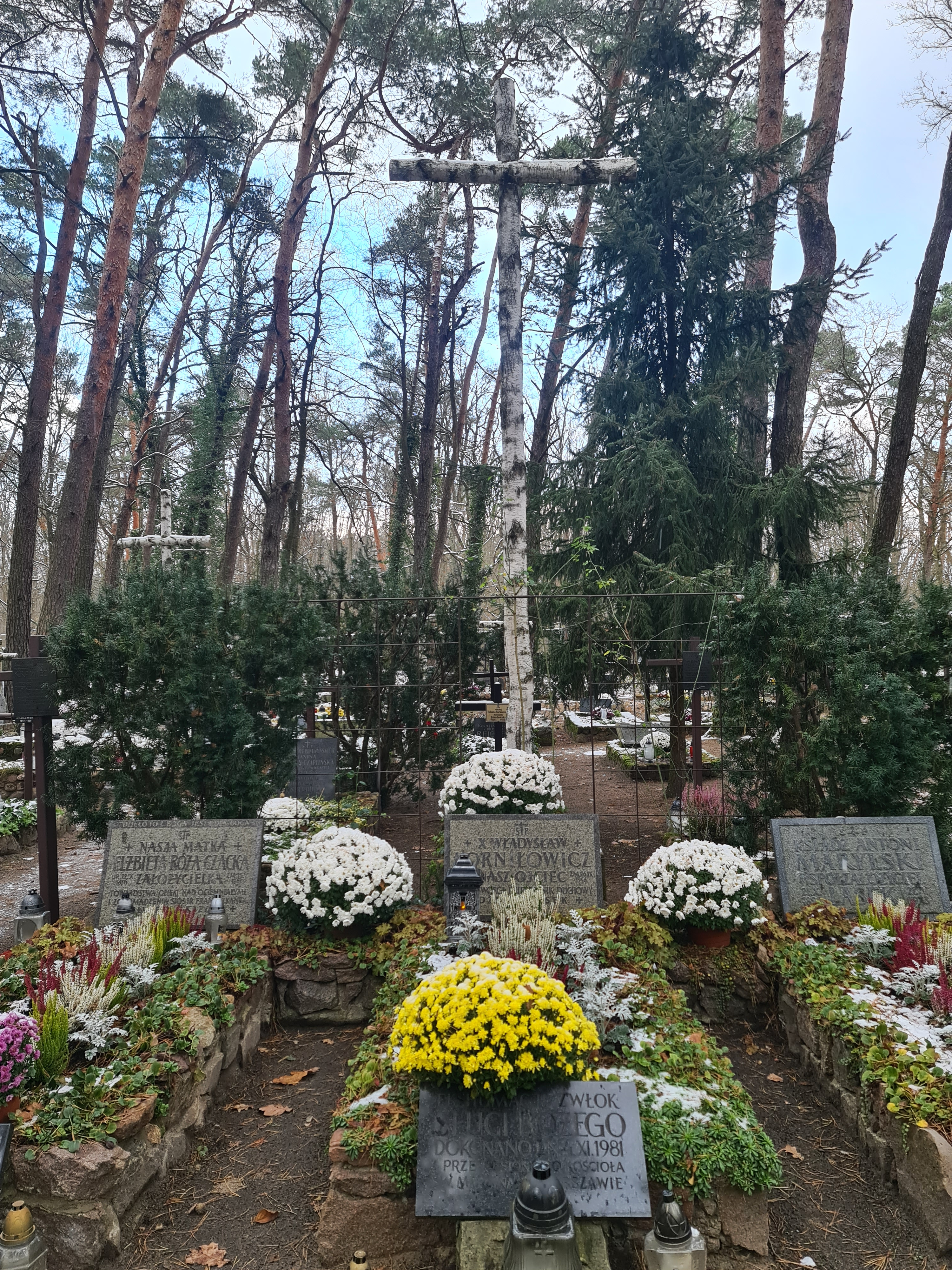
Symboliczny grób założycieli ośrodka w Laskach na cmentarzu leśnym w Laskach. Po lewej mogiła Róży Czackiej

Opiekunem duchowym Zgromadzenia i całego Dzieła Lasek został w 1920 – ks. Władysław Korniłowicz, który w 1924 nadał temu dziełu nazwę „Triuno”. W maju 1921 otrzymała dar od Antoniego Daszewskiego w postaci pięciu mórg ziemi w Laskach i tym samym rozpoczęła budowę zakładu dla niewidomych, gdzie stopniowo zostały przeniesione placówki dla niewidomych dzieci – szkoła i warsztaty. Do Lasek trafiały dzieci niewidome z rodzin ubogich, mając możliwość opieki i kształcenia oraz przygotowania do życia w społeczeństwie, ucząc się samodzielności, zawodu i pracy dającej utrzymanie. W Laskach powstał również dom macierzysty zgromadzenia. Laski w okresie dwudziestolecia międzywojennego były m.in. miejscem powołania zespołu placówek edukacyjnych i społecznych jak również przestrzenią do tworzenia wielu inicjatyw apostolskich, takich jak: nieformalna grupa tzw. Kółko, księgarnia, wydawnictwo „Verbum” i publikujący pod tym samym tytułem kwartalnik poświęcony problematyce religijnej, filozoficznej, literackiej i społecznej (1934–1939), Biblioteka Wiedzy Religijnej oraz dom rekolekcyjny.
W 1922 ciężko zachorowała, w wyniku czego przeszła dwie operacje raka piersi w warszawskim szpitalu, gdzie poznała Antoniego Marylskiego, swojego późniejszego najbliższego współpracownika, o którym tak się wyraziła :

Szczególnie jeden spośród członków nowego Zarządu, pan Antoni Marylski, całkowicie oddał się sprawie niewidomych i stał się podwaliną nowego rozwoju całej instytucji. On to zrozumiał ideę Dzieła i zaczął realizować to, co było moim pragnieniem, a czego przy słabych siłach nie byłam w stanie sama dokonać. Pan Marylski, traktując pracę swoją jako powołanie, stał się właściwie twórcą osiedla w Laskach.

W 1932 opracowała wraz z s. Teresą Landy FSK skróty brajlowskie po konsultacjach z językoznawcami, a w 1934 jej projekt systemu brajlowskiego uzyskał zatwierdzenie Ministerstwa Wyznań Religijnych i Oświecenia Publicznego jako obowiązujący w Polsce. 25 września 1939 w czasie bombardowania Warszawy została ranna w głowę, po którym straciła oko. W okresie 1942–1945 kapelanem zakładu w Laskach był ks. Stefan Wyszyński, późniejszy kardynał i prymas Polski. Mimo cierpienia – po powrocie do Lasek – kierowała odbudową zakładu po działaniach wojennych. 2 grudnia 1948 przeszła udar mózgu, po czym 12 czerwca 1950 zrezygnowała z funkcji przełożonej generalnej w przekazanym do sióstr liście „Do moich dzieci małych i dużych”, a jej następczynią została s. Wiesława Benedykta Walicka-Woyczyńska FSK .
Przez ostatnie dziesięć lat swojego życia była bardzo ciężko chora, a w ostatnich dniach sparaliżowana . 30 kwietnia 1961 ks. Tadeusz Fedorowicz udzielił jej sakramentu namaszczenia chorych . Zmarła w opinii świętości 15 maja 1961 o godzinie 17:15 w Laskach. 19 maja odbyły się uroczystości pogrzebowe pod przewodnictwem kard. Stefana Wyszyńskiego, mszę świętą odprawił bp Czesław Falkowski, a kondukt prowadził bp Zygmunt Choromański , po czym początkowo została pochowana na cmentarzu leśnym w Laskach. 23 grudnia 2020 została ekshumowana, a jej doczesne szczątki zostały przeniesione z cmentarza leśnego do sarkofagu znajdującego się w jej dawnym pokoju, a obecnie kaplicy Matki Bożej Anielskiej Ośrodka Szkolno-Wychowawczego dla Dzieci Niewidomych im. Róży Czackiej w Laskach.

## Tablica przodków
| Tablica rodowodowa                                                                          | | | | | | | | |
| Prapradziadkowie                                                                            | Feliks Szczęsny Czacki h. Świnka (1723–2.06.1790) Katarzyna Karolina Małachowska h. Nałęcz (9.05.1729–09.1768)                | Franciszek Dembiński h. Rawicz (~1730–1777) Urszula Morsztyn h. Leliwa (4.10.1746–7.01.1825)                                  | książę Franciszek Ksawery Sapieha h. Lis (1741–10.02.1808) Teresa Suffczyńska h. Szeliga (1744–1827)                          | Szczęsny Stanisław Feliks Potocki h. Pilawa (1751–3.08.1805) Józefa Amelia Wandalin-Mniszech h. Mniszech (29.08.1752–1.10.1798) | Józef Ledóchowski h. Szaława (~1720–?) Magdalena Marianna Dobrzyńska (~1730–?)                                                | ? | Dominik Czacki h. Świnka (1774–?) Regina Gutkowska h. Rawicz (~1770–?)                                                        | Piotr Bibersztein-Pilichowski (~1750–?) Marianna Aksamitowska (1760–?)                                                        |
| Pradziadkowie                                                                               | Tadeusz Czacki h. Świnka (28.01.1765–8.02.1813) Barbara Dembińska h. Rawicz (~1770–16.03.1840)                                | Tadeusz Czacki h. Świnka (28.01.1765–8.02.1813) Barbara Dembińska h. Rawicz (~1770–16.03.1840)                                | książę Mikołaj Sapieha h. Lis (1779–23.11.1843) Idalia Potocka h. Pilawa (9.05.1793–11.07.1859)                               | książę Mikołaj Sapieha h. Lis (1779–23.11.1843) Idalia Potocka h. Pilawa (9.05.1793–11.07.1859)                                 | Łukasz Ledóchowski h. Szaława (~1756–20.12.1844) Tekla Stecka (~1777–24.05.1863)                                              | Łukasz Ledóchowski h. Szaława (~1756–20.12.1844) Tekla Stecka (~1777–24.05.1863)                                              | Michał Mikołaj Czacki h. Świnka (1797–16.02.1860) Tekla Bibersztein-Pilichowska h. Rogala (~1790–?)                           | Michał Mikołaj Czacki h. Świnka (1797–16.02.1860) Tekla Bibersztein-Pilichowska h. Rogala (~1790–?)                           |
| Dziadkowie                                                                                  | Wiktor Grzegorz Kazimierz Czacki h. Świnka (1801–6.07.1853) księżna Pelagia Sapieha h. Lis (1809–24.08.1892)                  | Wiktor Grzegorz Kazimierz Czacki h. Świnka (1801–6.07.1853) księżna Pelagia Sapieha h. Lis (1809–24.08.1892)                  | Wiktor Grzegorz Kazimierz Czacki h. Świnka (1801–6.07.1853) księżna Pelagia Sapieha h. Lis (1809–24.08.1892)                  | Wiktor Grzegorz Kazimierz Czacki h. Świnka (1801–6.07.1853) księżna Pelagia Sapieha h. Lis (1809–24.08.1892)                    | Romuald Ledóchowski h. Szaława (02.1807–3.11.1871) Leontyna Czacka h. Świnka (7.08.1818–15.02.1856)                           | Romuald Ledóchowski h. Szaława (02.1807–3.11.1871) Leontyna Czacka h. Świnka (7.08.1818–15.02.1856)                           | Romuald Ledóchowski h. Szaława (02.1807–3.11.1871) Leontyna Czacka h. Świnka (7.08.1818–15.02.1856)                           | Romuald Ledóchowski h. Szaława (02.1807–3.11.1871) Leontyna Czacka h. Świnka (7.08.1818–15.02.1856)                           |
| Rodzice                                                                                     | hrabia Feliks Szczęsny Maria Czacki h. Świnka (1841–10.07.1909) Zofia Michalina Maria Ledóchowska h. Szaława (1845–7.04.1913) | hrabia Feliks Szczęsny Maria Czacki h. Świnka (1841–10.07.1909) Zofia Michalina Maria Ledóchowska h. Szaława (1845–7.04.1913) | hrabia Feliks Szczęsny Maria Czacki h. Świnka (1841–10.07.1909) Zofia Michalina Maria Ledóchowska h. Szaława (1845–7.04.1913) | hrabia Feliks Szczęsny Maria Czacki h. Świnka (1841–10.07.1909) Zofia Michalina Maria Ledóchowska h. Szaława (1845–7.04.1913)   | hrabia Feliks Szczęsny Maria Czacki h. Świnka (1841–10.07.1909) Zofia Michalina Maria Ledóchowska h. Szaława (1845–7.04.1913) | hrabia Feliks Szczęsny Maria Czacki h. Świnka (1841–10.07.1909) Zofia Michalina Maria Ledóchowska h. Szaława (1845–7.04.1913) | hrabia Feliks Szczęsny Maria Czacki h. Świnka (1841–10.07.1909) Zofia Michalina Maria Ledóchowska h. Szaława (1845–7.04.1913) | hrabia Feliks Szczęsny Maria Czacki h. Świnka (1841–10.07.1909) Zofia Michalina Maria Ledóchowska h. Szaława (1845–7.04.1913) |
| Błogosławiona hrabianka s. Róża Maria Elżbieta Czacka FSK h. Świnka (22.10.1876–15.05.1961) | | | | | | | | |

## Związki ze Stefanem Wyszyńskim
Pierwsze spotkanie ks. Stefana Wyszyńskiego z matką Czacką miało miejsce w lipcu 1926 w Laskach, gdzie przyjechał na zaproszenie ks. Władysława Korniłowicza. W zapiskach Pro memoria ks. Wyszyński odnotował wszystkie wizyty u niej, prosząc ją jednocześnie o modlitwę w różnych intencjach, a gdy był w 1953 internowany, poprosił swego ojca o przesłanie mu jej fotografii. Podczas II wojny światowej w 1940, ks. Wyszyński na jej zaproszenie i ks. Korniłowicza, został kapelanem filii zakładu w Kozłówce na Lubelszczyźnie, a później w Żułowie. Przebywała tam grupa 24 zakonnic ze Zgromadzenia Sióstr Franciszkanek Służebnic Krzyża i 18 niewidomych dziewcząt z Lasek. W czerwcu 1942, ks. Wyszyński został kapelanem w Laskach, stając się jej bliskim współpracownikiem. Pracowali wspólnie nad uzupełnieniem konstytucji zgromadzenia oraz omawiali codziennie bieżące sprawy zakładu dla niewidomych. Wspólnie w czasie powstania warszawskiego zorganizowali pomoc dla walczącej Warszawy, poprzez otwarcie składu bielizny i ubrań niewidomych, a także zorganizowali szpital powstańczy w Laskach. Będąc już prymasem Polski i kardynałem – Wyszyński często przyjeżdżał do Lasek, nawet kilkanaście razy w roku (z wyjątkiem lat internowania). W Wielki Piątek uczestniczył w liturgii Męki Pańskiej w laseckiej kaplicy, a w Wielką Sobotę wygłaszał konferencję. Na jej pogrzebie 19 maja 1961 wygłosił okolicznościową mowę, stwierdzając wtedy m.in.:

Testamentem Matki jest jej życie. Miała ona dwoje rąk, nie miała oczu, miała serce jedno. Tym jednym sercem i dwojgiem rąk wiązała Dzieło i Zgromadzenie.

## Publikacje
Dokumenty pozostawione przez nią znajdują się w archiwum matki Czackiej, które mieści się przy sekretariacie Domu Generalnego Zgromadzenia Franciszkanek Służebnic Krzyża znajdującym się w klasztorze Matki Boskiej Pocieszenia przy ulicy Piwnej 9/11 w Warszawie. Zbiory zawierają: materiały biograficzne, spuściznę, działalność, korespondencję, notatki pisane brajlem, dokumentację techniczną i mechaniczną. W dokumentacji brakuje rękopisów, ponieważ jako osoba niewidoma, nie mogła pisać odręcznie, a dopiero w 1927 otrzymała od Katarzyny Branickiej brajlowską maszynę do pisania. Większość materiałów została zebrana i uporządkowana już po jej śmierci i wydana w pozycjach książkowych.
- Róża Czacka i inni, Poznajemy dziecko, Wilno 1938, OCLC 1050814764. Brak numerów stron w książce
- Róża Czacka, Jadwiga Stabińska, Matka Elżbieta Róża Czacka. Wybór pism matki Elżbiety Czackiej, wyd. 2 uzupełnione, Laski: Zgromadzenie Sióstr Franciszkanek Służebnic Krzyża, 1990, OCLC 214420996. Brak numerów stron w książce
- Róża Czacka, Notatki osobiste pisane na życzenie Ojca Władysława Korniłowicza 1927-1934, Laski, OCLC 1183358591. Brak numerów stron w książce
- Róża Czacka, Konferencje duchowe dla sióstr (notatki) 1930-1947, Laski, OCLC 1183357717. Brak numerów stron w książce
- Elżbieta Czacka, Stefan Wyszyński (wprowadzenie Andrzej Gałka, przygotowała do druku Maria Prussak): Listy. (PDF). Warszawa: Wydawnictwo Uniwersytetu Kardynała Stefana Wyszyńskiego, 2006, seria: Polska kultura religijna XX wieku – źródła, nr 2. ISBN 83-7072-398-5. OCLC 225525440. Brak numerów stron w książce
- Róża Czacka, Aleksander Fedorowicz, Tadeusz Fedorowicz, Władysław Korniłowicz (zespół red. Magdalena Meissner): Listy. Matka Elżbieta Róża Czacka, Ojciec Władysław Korniłowicz, ksiądz Tadeusz Fedorowicz, ksiądz Aleksander Fedorowicz. Laski-Warszawa: Zgromadzenie Sióstr Franciszkanek Służebnic Krzyża, 2007. ISBN 978-83-925305-0-3. OCLC 316551354. Brak numerów stron w książce
- Elżbieta Czacka (oprac. Magdalena Banaszek, Maria Prussak, współpr. Katarzyna Michalak): Dyrektorium. Warszawa: Wydawnictwo Uniwersytetu Kardynała Stefana Wyszyńskiego, 2007, seria: Polska kultura religijna XX wieku – źródła, nr 3. ISBN 978-83-7072-441-2. OCLC 176942890. Brak numerów stron w książce
- Elżbieta Czacka (oprac. Magdalena Banaszek, Maria Prussak): O niewidomych. Warszawa: Wydawnictwo Uniwersytetu Kardynała Stefana Wyszyńskiego, 2008, seria: Polska kultura religijna XX wieku – źródła, nr 4. ISBN 978-83-7072-502-0. OCLC 297809382. Brak numerów stron w książce
- Elżbieta Czacka (wybór i wprowadzenie Elżbieta Więckowska): Pisma o Dziele. Wybór tekstów. Laski: Zgromadzenie Sióstr Franciszkanek Służebnic Krzyża, 2014. OCLC 1183375573. Brak numerów stron w książce
- Elżbieta Czacka (redakcja naukowa Maria Prussak): Notatki. Laski: Zgromadzenie Sióstr Franciszkanek Służebnic Krzyża, 2015, seria: Duchowość Dzieła Lasek. ISBN 978-83-925305-3-4. OCLC 932242950. Brak numerów stron w książce

## Proces beatyfikacji
Z inicjatywy Zgromadzenia Sióstr Franciszkanek Służebnic Krzyża, przekonanych o świątobliwości jej życia oraz płynącymi prośbami około 150 świadków jej życia, szczególnie niewidomych poczyniono starania w celu wyniesienia jej na ołtarze. Uroczystą sesją 22 grudnia 1987 w kaplicy prymasowskiej przy ul. Miodowej w Warszawie kard. Józef Glemp rozpoczął jej proces beatyfikacyjny na szczeblu diecezjalnym, po czym 8 lutego 1988 Stolica Apostolska wydała zgodę tzw. Nihil obstat na rozpoczęcie tego procesu. Odtąd przysługiwał jej tytuł Służebnicy Bożej. W procesie przesłuchano 35 świadków, w tym 5 kapłanów, 10 sióstr zakonnych i 11 osób niewidomych. 26 czerwca 1995 w kościele św. Marcina przy ul. Piwnej w Warszawie odbyła się publiczna sesja zakończenia jej diecezjalnego procesu wraz z procesem Sługi Bożego ks. Władysława Korniłowicza, której przewodniczył kard. Glemp. Po zakończeniu części diecezjalnej, akta procesu zostały przekazane Kongregacji Spraw Kanonizacyjnych do Rzymu, która 3 kwietnia 1998 po zapoznaniu się z tą dokumentacją wydała dekret o jego ważności. Na postulatora generalnego został wyznaczony ks. Sławomir Oder. W 2011 złożono tzw. Positio wymagane w dalszej procedurze beatyfikacyjnej, a 9 października 2017 za zgodą papieża Franciszka promulgowano dekret o heroiczności jej życia i cnót. Od tej pory przysługiwał jej tytuł Czcigodnej Służebnicy Bożej.
27 października 2020 papież Franciszek uznał cud za jej wstawiennictwem, jakim było uzdrowienie 13 września 2010 7-letniej dziewczynki Karoliny Gawrych, która doznała 31 sierpnia tegoż roku w wyniku wypadku przygniecenia konstrukcją huśtawki, ciężkiego urazu głowy z poważnym uszkodzeniem twarzoczaszki i utratą przytomności, co otworzyło drogę do beatyfikacji. Beatyfikacja odbyła się 12 września 2021 w świątyni Opatrzności Bożej w Warszawie wraz z beatyfikacją Czcigodnego Sługi Bożego kard. Stefana Wyszyńskiego, a przewodniczył jej w imieniu papieża Franciszka kard. Marcello Semeraro – prefekt Kongregacji Spraw Kanonizacyjnych. Na uroczystość beatyfikacji skomponowano specjalny hymn na chór i orkiestrę Błogosławiona matko niewidomych do muzyki Piotra Pałki i słów s. Damiany Laske FSK. Ponadto na uroczystość tę przygotowano specjalny lipowy relikwiarz przedstawiający jej wyrzeźbione dłonie, które delikatnie opuszkami palców czytają napisany pismem brajlowskim fragment Psalmu 126, z umieszczonym w kapsule fragmentem kostnym, a który został zaprojektowany przez s. Albertę Chorążyczewską FSK, a wykonał go rzeźbiarz Marek Szala.
Jej wspomnienie liturgiczne zostało wyznaczone na dzień 19 maja.

## Odznaczenia
30 kwietnia 1925 jako przewodnicząca Towarzystwa Opieki nad Ociemniałymi w Warszawie została odznaczona przez Prezydenta RP Stanisława Wojciechowskiego Krzyżem Oficerskim Orderu Odrodzenia Polski za ofiarną i filantropijną działalność. Następnie zarządzeniem Prezydenta RP Ignacego Mościckiego z 11 listopada 1935 otrzymała jako przełożona generalna Zgromadzenia Sióstr Franciszkanek Służebnic Krzyża – Złoty Krzyż Zasługi za zasługi na polu pracy oświatowej i społecznej, a w szczególności za pracę z niewidomymi. Ponadto postanowieniem z 13 października 2009 Prezydenta RP Lecha Kaczyńskiego, w uznaniu wybitnych zasług w działalności społecznej na rzecz osób niewidomych i słabowidzących została pośmiertnie odznaczona Krzyżem Wielkim Orderu Odrodzenia Polski, a jej uhonorowanie nastąpiło 15 października tegoż roku podczas obchodów w Belwederze Międzynarodowego Dnia Osób Niewidomych.

## Upamiętnienie

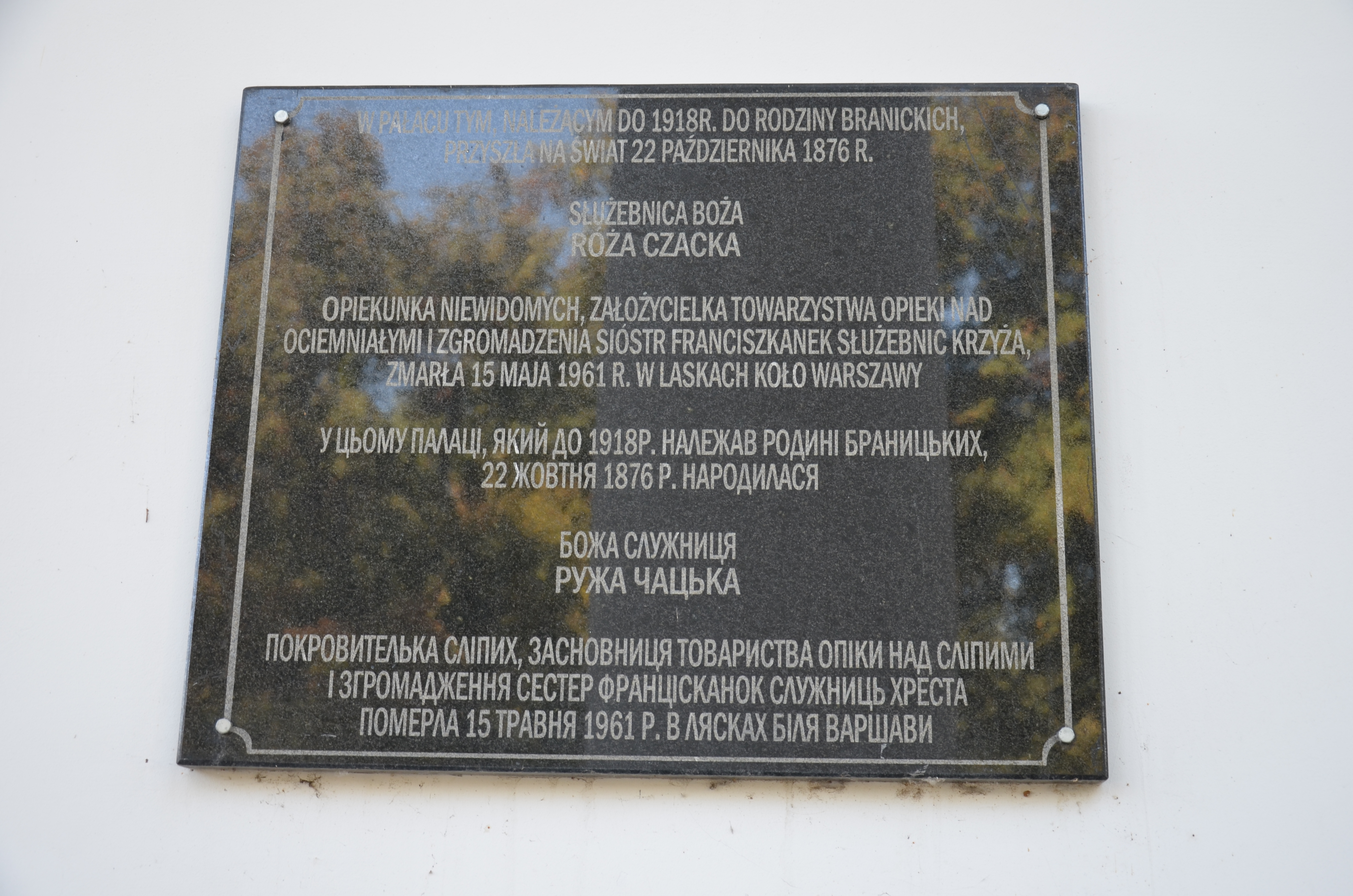
Tablica pamiątkowa na fasadzie pałacu Branickich w Białej Cerkwi

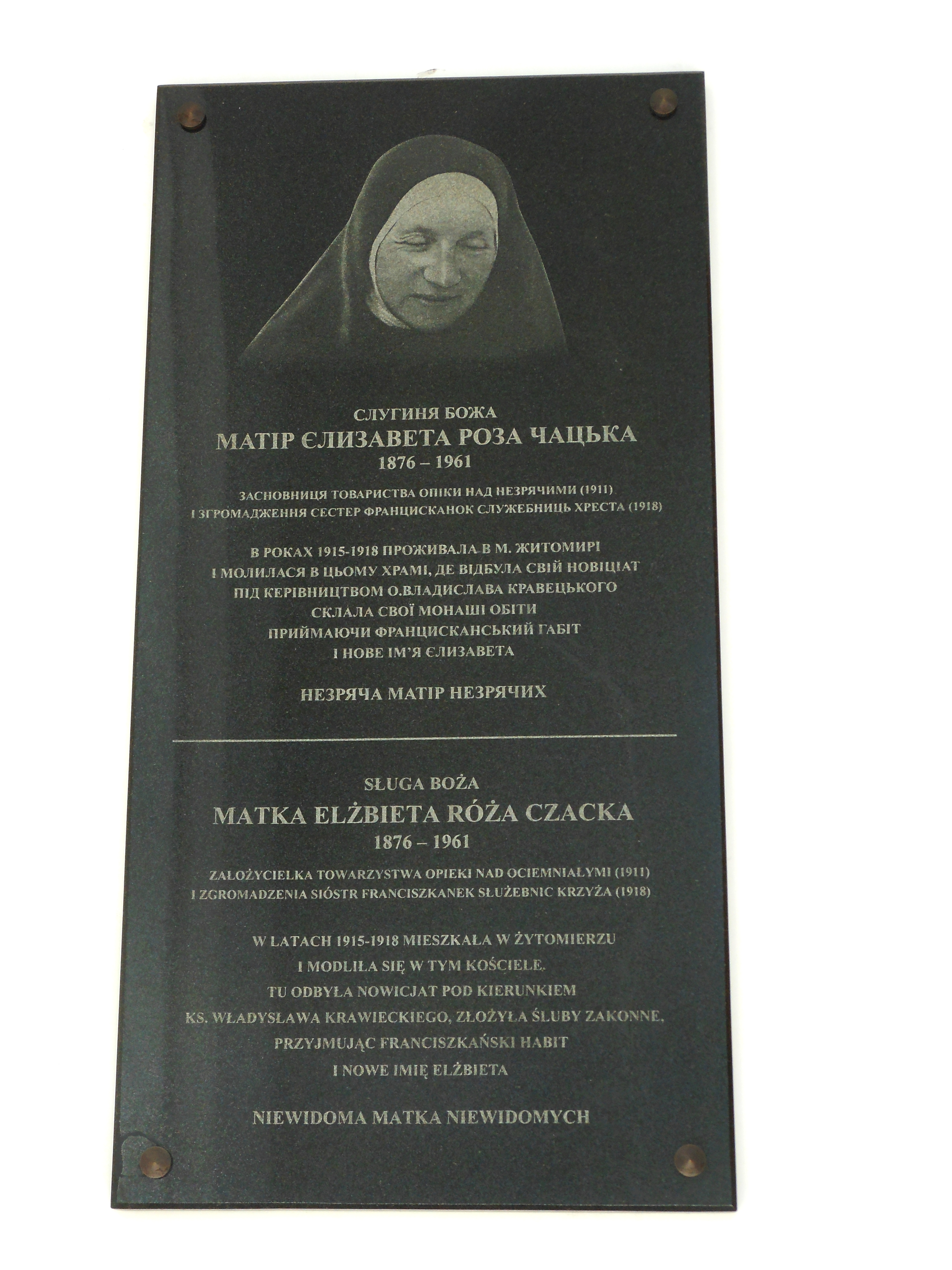
Tablica pamiątkowa przy wejściu do kościoła św. Jana z Dukli w Żytomierzu

Poeta Jan Lechoń tak o niej w 1942 pisał:

Matko Czacka, która kijkiem szukasz sobie drogi

I masz w oczach niewidzących niebios spokój błogi

I wśród głodu, nędzy, zbrodni wciąż uśmiech panieński,

Której modłów chętnie słucha Jezus Nazareński,

Między Polską a Chrystusem Ty arko przymierza

Włącz nas wszystkich, i mnie także, do twego pacierza.

Ośrodek Szkolno-Wychowawczy dla Dzieci Niewidomych w Laskach oraz Dom Pomocy Społecznej dla Niewidomych Mężczyzn Towarzystwa Opieki nad Ociemniałymi w Niepołomicach noszą jej imię. Ponadto jedną z ulic w Niepołomicach nazwano jej imieniem oraz jedna z alei w Laskach nosi również jej imię. Jej imię nosi także jeden z domów o nazwie „Dom Norweski im. Matki Elżbiety Czackiej” zbudowany w Schronisku dla Osób Niepełnosprawnych, placówce macierzystej Fundacji im. Brata Alberta w Radwanowicach.
Na fasadzie pałacu Branickich w Białej Cerkwi (miejscu jej urodzenia) umieszczono dwujęzyczną tablicę pamiątkową informującą o tym wydarzeniu oraz wmurowano inną dwujęzyczną tablicę pamiątkową przy wejściu do kościoła św. Jana z Dukli w Żytomierzu, do którego często uczęszczała przebywając w tej miejscowości. W sierpniu 2021 otwarto w Laskach jej izbę pamięci, w której eksponowane są pamiątki pozostawione przez nią, m.in.: brajlowska maszyna do pisania, zegary brajlowskie, klęcznik, łóżko, habit, sandały czy włosiennica. 5 września tegoż roku odbyła się premiera w Laskach filmu dokumentalnego jej poświęconego Widzieć w ciemności w reżyserii Piotra Górskiego. Poczta Polska 12 września 2021 z okazji jej beatyfikacji wprowadziła do obiegu znaczek pocztowy o nominale 4 zł z jej wizerunkiem w nakładzie 168 000 sztuk, projektu Bożydara Grozdewa (wraz z kopertą FDC).